# Nagrada RI Autosporta
Nagrada RI Autosporta, hrvatsko automobilističko natjecanje. Organizira ga AK RI Autosport. Održavalo se i na improviziranoj stazi parkirališta grobničkog automotodroma. Na ovoj nagradi pobjeđivali su Vjekoslav Čičko (AK Buzet Autosport) u prototipu Fiata 500 2016. i dr.